# IttenBrechbühl
IttenBrechbühl ist ein 1922 von Otto Rudolf Salvisberg und Otto Brechbühl in Bern gegründetes Architekturbüro und Generalplanerunternehmen. Das Unternehmen ist heute als Schweizer Aktiengesellschaft mit rund 400 Mitarbeitenden an den Standorten in Basel, Bern, Genf, Lausanne, Lugano, St. Gallen, Zürich vertreten.

## Werke (Auswahl)
- 1926–1929: Loryspital in Bern[1]

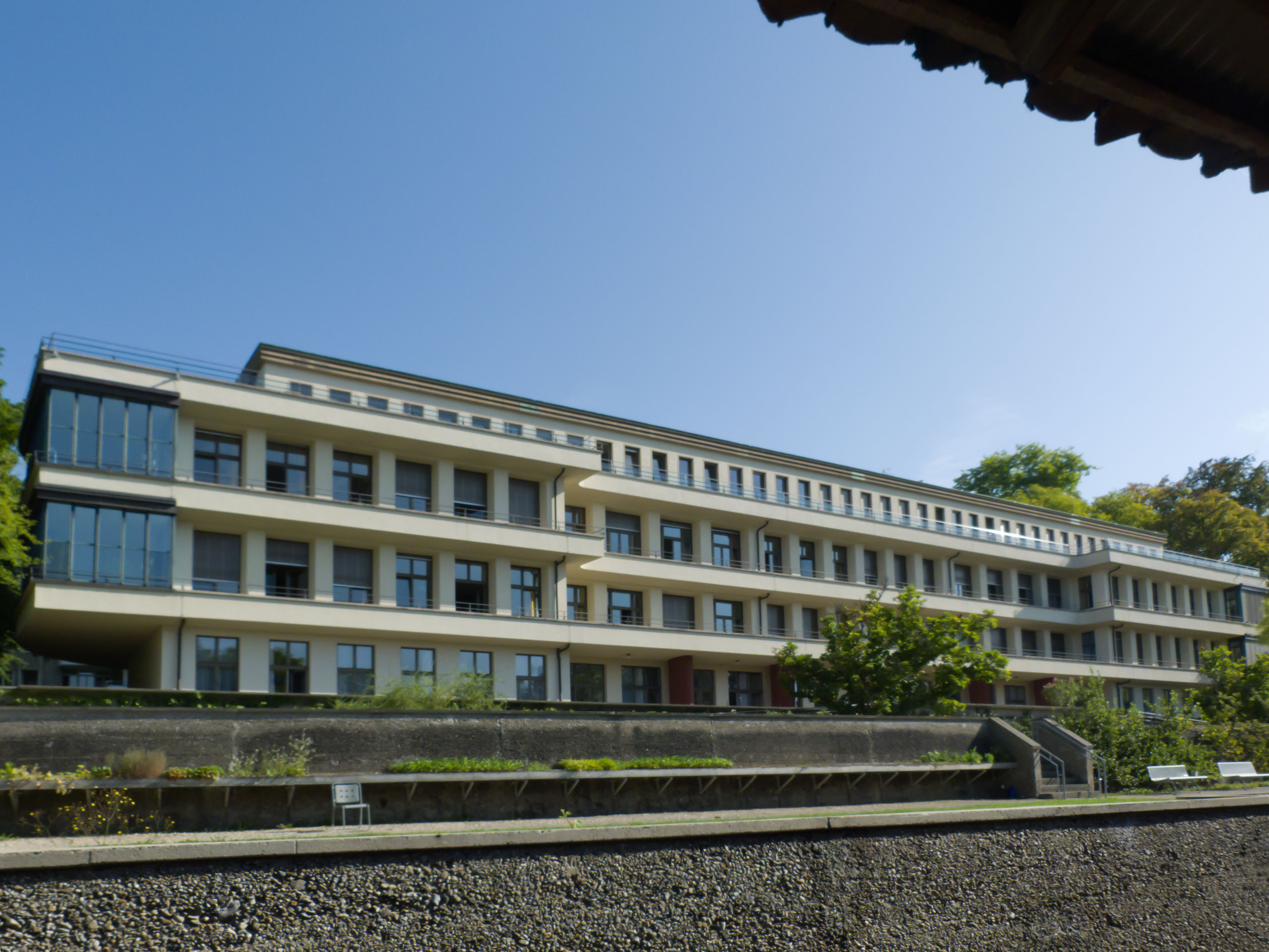
Loryspital

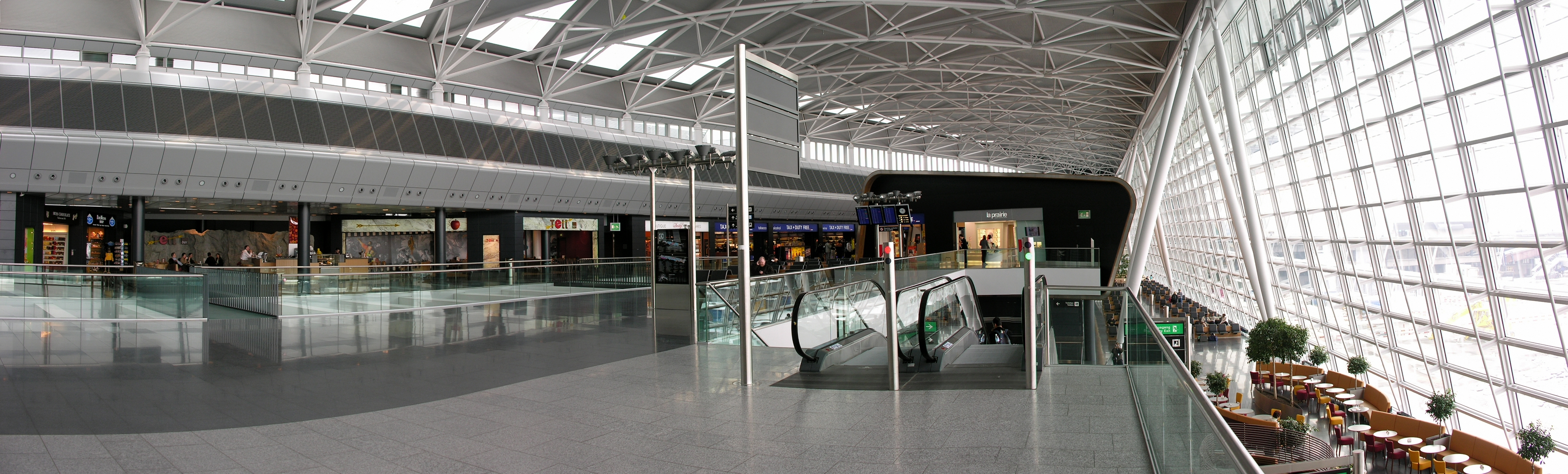
Zurich Airside Center

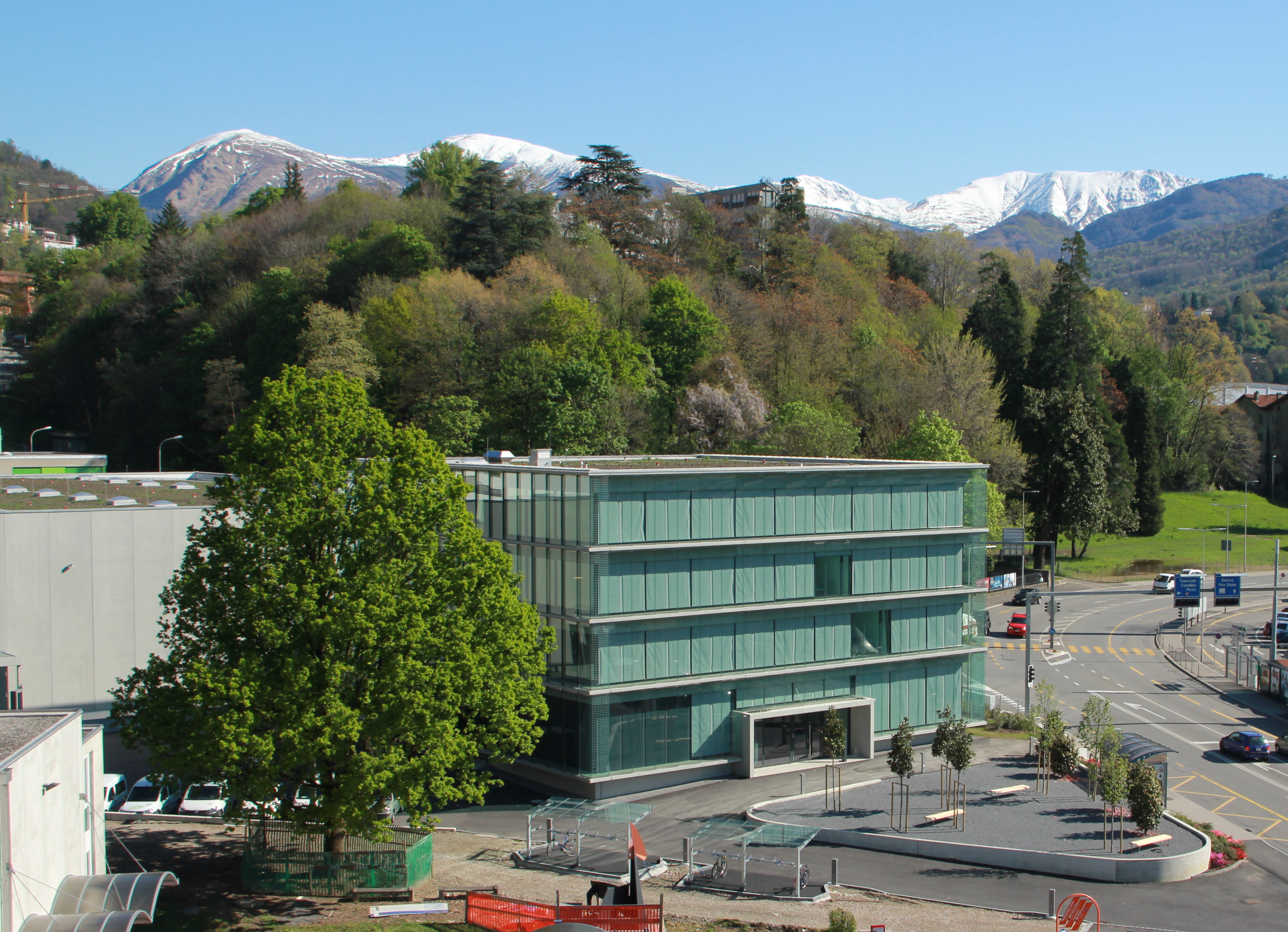
Swiss National Supercomputing Centre

- 1928–1931: Universität Bern, Institute[2]
- 1955: Inselspital in Bern
- 1991–1997: Interkantonale Försterschule Lyss in Bern
- 1996–1999: SUVA-Rehabilitationsklinik in Sitten
- 1996–2004: Flughafen Zürich, Airside Center, Bahnhofterminal und Check-in 3, Zürich
- 1998–2012: Intensiv-, Notfall- und Operationszentrum (INO) Inselspital in Bern
- 2001–2012: Kantonsspital Olten (Solothurner Spitäler)	Olten, Solothurn
- 2005: Terminal 1A, Flughafen Wien-Schwechat
- 2005–2012: Flughafen Skylink in Wien
- 2005–2012: Friedrich-Loeffler-Institut Bundesforschungsinstitut für Tiergesundheit, Insel Riems bei Greifswald, Deutschland
- 2006–2008: Media Swiss House Flamatt, Fribourg
- 2007–2014: PricewaterhouseCoopers (PwC) Hauptsitz, Luxemburg
- 2007–2016: RTL Group,	Luxemburg
- 2008–2012: Centro svizzero di calcolo scientifico (CSCS) in Lugano, Tessin
- 2009–2012: Universität Lausanne, Quartier Mouline, Waadt
- 2012–2014: Carba Center 30, Liebefeld-Köniz bei Bern
- 2013–2015: Hotel Modern Times, Vevey-Montreux, Waadt
- 2014–2016: Espace Musée Chaplin, Corsier-sur-Vevey VD
- 2014–2017: Wisbyer Straße in Berlin, Deutschland
- 2016–2018: Hauptsitz Lidl (Schweiz), Weinfelden TG
- 2015–2019: Headquarters Scott Sports, Givisiez FR

## Belege
1. ↑  Das Werk - Archithese. Heft 10/1977
2. ↑  Universität Bern, Institute